# Delturinae
Delturinae – podrodzina ryb sumokształtnych z rodziny zbrojnikowatych (Loricariidae). Zaliczono do niej 7 gatunków.

## Występowanie
Wody słodkie południowo-wschodniej Brazylii.

## Klasyfikacja
Delturinae obejmuje wyłonione z Hypostominae dwa rodzaje, które stanowią grupę siostrzaną dla pozostałych zbrojnikowatych, oprócz Lithogenes (podrodzina Lithogeneinae).
|  | \| \| pozostałe podrodziny Loricariidae \| \| \| \| \| \| Delturinae \| \| \| \| |
|  |                                                                                  |
|  | Lithogeneinae                                                                    |
|  |                                                                                  |
|  | pozostałe podrodziny Loricariidae                                                |
|  |                                                                                  |
|  | Delturinae                                                                       |
|  |                                                                                  |

|  | pozostałe podrodziny Loricariidae |
|  |                                   |
|  | Delturinae                        |
|  |                                   |

Są to rodzaje:
- Delturus
- Hemipsilichthys

Typem nomenklatorycznym jest Delturus.